# Różewo (gromada)
Różewo – dawna gromada, czyli najmniejsza jednostka podziału terytorialnego Polskiej Rzeczypospolitej Ludowej w latach 1954–1972.
Gromady, z gromadzkimi radami narodowymi (GRN) jako organami władzy najniższego stopnia na wsi, funkcjonowały od reformy reorganizującej administrację wiejską przeprowadzonej jesienią 1954 do momentu ich zniesienia z dniem 1 stycznia 1973, tym samym wypierając organizację gminną w latach 1954–1972.
Gromadę Różewo z siedzibą GRN w Różewie utworzono – jako jedną z 8759 gromad na obszarze Polski – w powiecie wałeckim w woj. koszalińskim na mocy uchwały nr 43/54 WRN w Koszalinie z dnia 5 października 1954. W skład jednostki weszły obszary dotychczasowych gromad Różewo i Nowy Dwór ze zniesionej gminy Róża Wielka oraz obszary dotychczasowych gromad Chwiram i Przybkowo ze zniesionej gminy Kłębowiec w tymże powiecie. Dla gromady ustalono 17 członków gromadzkiej rady narodowej.
31 grudnia 1959 do gromady Różewo włączono obszary zniesionych gromad Gostomia (bez wsi Dzikowo) i Róża Wielka (bez wsi Leżenica i Gądek) w tymże powiecie.
31 grudnia 1968 do gromady Różewo włączono wsie Brzezinki i Ługi Wałeckie ze zniesionej gromady Strączno w tymże powiecie.
31 grudnia 1971 siedzibę GRN gromady Różewo przeniesiono z Różewa do miasta Wałcza, zachowując jednak nazwę gromada Różewo. Tego samego dnia z gromady Różewo wyłączono wsie Nowy Dwór i Róża Wielka, włączając je do gromady Szydłowo w tymże powiecie; do gromady Różewo włączono natomiast: a) wsie Rutwica i Nagórze ze zniesionej gromady Lubiesz, b) wsie Dzikowo i Prusinowo Wałeckie ze zniesionej gromady Mielęcin, oraz c) wsie Nakielno i Strączno z gromady Wałcz tamże.
Gromada przetrwała do końca 1972 roku, czyli do kolejnej reformy gminnej. 1 stycznia 1973 w powiecie wałeckim utworzono gminę Różewo (zniesioną ponownie 1 stycznia 1977).